# Atelopus arthuri
Atelopus arthuri é uma espécie de sapo da família Bufonidae. Ele é endêmico no Equador. Seu habitat natural são as florestas úmidas de montanha tropicais e subtropicais, matagal em altitudes elevadas e rios. Ele não é visto há mais de 20 anos e é considerado provavelmente extinto.